# Franz Wunsch (Jurist)
Franz Maria Karl Heinrich Wunsch (* 29. Dezember 1864 in Glogau, Landkreis Glogau, Provinz Schlesien; † 1964) war ein deutscher Richter am Reichsfinanzhof.

## Leben
Wunsch studierte Rechtswissenschaften und wurde zum Dr. promoviert. Er war Mitglied der katholischen Studentenverbindungen KAV Suevia Berlin (seit 1883) und AV Guestfalia Tübingen sowie 1891 Mitstifter der KDStV Alemannia Greifswald, alle im CV.
Von 1919 bis 1933 war er Reichsfinanzrat am Reichsfinanzhof.